# Elin Alfhild Nordlund
Elin Alfhild Isabella Nordlund, född 9 april 1861 i Närpes, död 24 juli 1941, var en finlandssvensk konstnär, förknippad med konstnärskolonin i Önningeby och sitt nationalromantiska måleri.

## Biografi
Nordlund, som bland annat målade landskapsmotiv och porträtt i olja, var verksam i Önningebykolonin, en finsk-svensk konstnärskoloni som verkade på Åland under åren 1886–1914 och anses tillhöra den så kallade Åboskolan. En del av Nordlunds verk har anknyning till sekelskiftets nationalromantiska strömningar och hon var en av de många finländska konstnärer, såsom Albert Edelfelt, Berndt Lagerstam, Hanna Frosterus-Segerstråle och Eero Järnefelt, vilka på 1890-talet målade ett porträtt av den ingermanländska runosångerskan Larin Paraske.

## Utställningar
Nordbergs verk ställdes bland annat ut i Åbo 1889 och på Finska konstföreningens utställning i Helsingfors 1886. 2004 ställdes hennes verk ut på Åbo konstmuseum tillsammans med verk av andra av Åboskolans kvinnliga konstnärer.

## Exempel på verk
- Sovande barn (1891)[9]
- Strand (1893)[10]
- Landskap på Åland, Eckerö Storby (1904)[10]
- Eckerö (1906)[10]
- Kökars kyrka (1911)[11]
- Posthuset på Åland[10]
- Mansporträtt[12]

## Museer och samlingar med Elin Alfhild Nordlunds verk
- Tammerfors konstmuseum[13]
- Andersudde (privatmuseum)
- Serlachius konstmuseum i Mänttä[9]